# 9799 Thronium
9799 Thronium eller 1996 RJ är en trojansk asteroid i Jupiters lagrangepunkt L4. Den upptäcktes 8 september 1996 av den amerikanske astronomen Timothy B. Spahr vid Catalina Station. Den är uppkallad efter den grekiska byn Thronium, omnämnd i Iliaden.
Asteroiden har en diameter på ungefär 68 kilometer.